# Subotić
Subotić je priimek več znanih ljudi
- Jovan Subotić (1817—1886), srbski pisatelj, filozof in politik
- Slobodan Subotić (*1956), slovenski košarkar in trener srbskega rodu
- Vukašin Subotić (1911—1993), bosansko-srbski general